# Rachae
Rachae ou Rachæ était une ville antique près de Ctésiphon, dans les régions de la Sittacène, et de l'Assyrie. Sa localisation précise reste actuellement inconnue, mais on sait que la ville se situait dans les frontières de l'ère moderne de l'Irak.

## Source
- (en) Cet article est partiellement ou en totalité issu de l’article de Wikipédia en anglais intitulé « Rachae » (voir la liste des auteurs).